# Nasslager

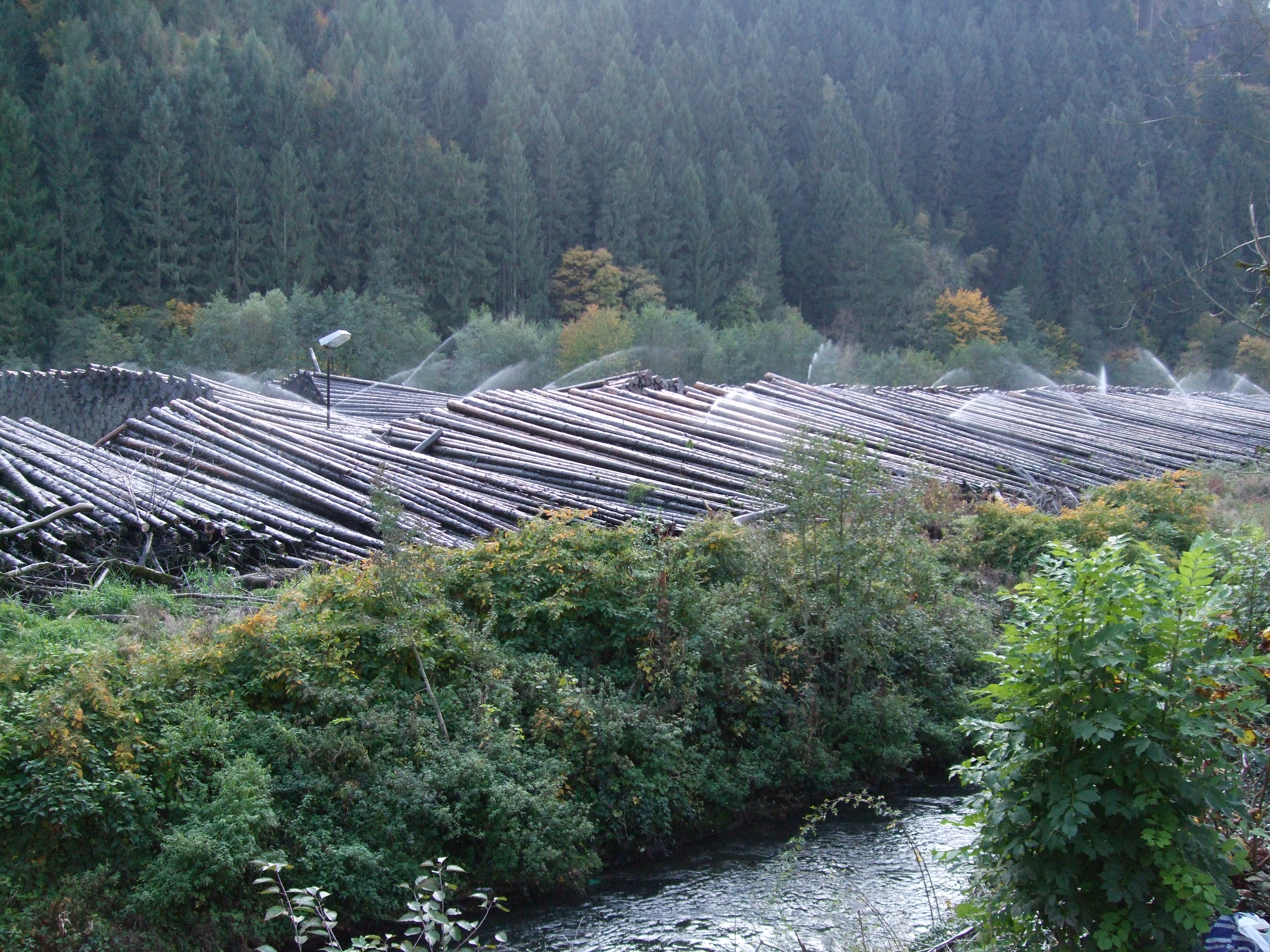
Nasslager an der Lenne

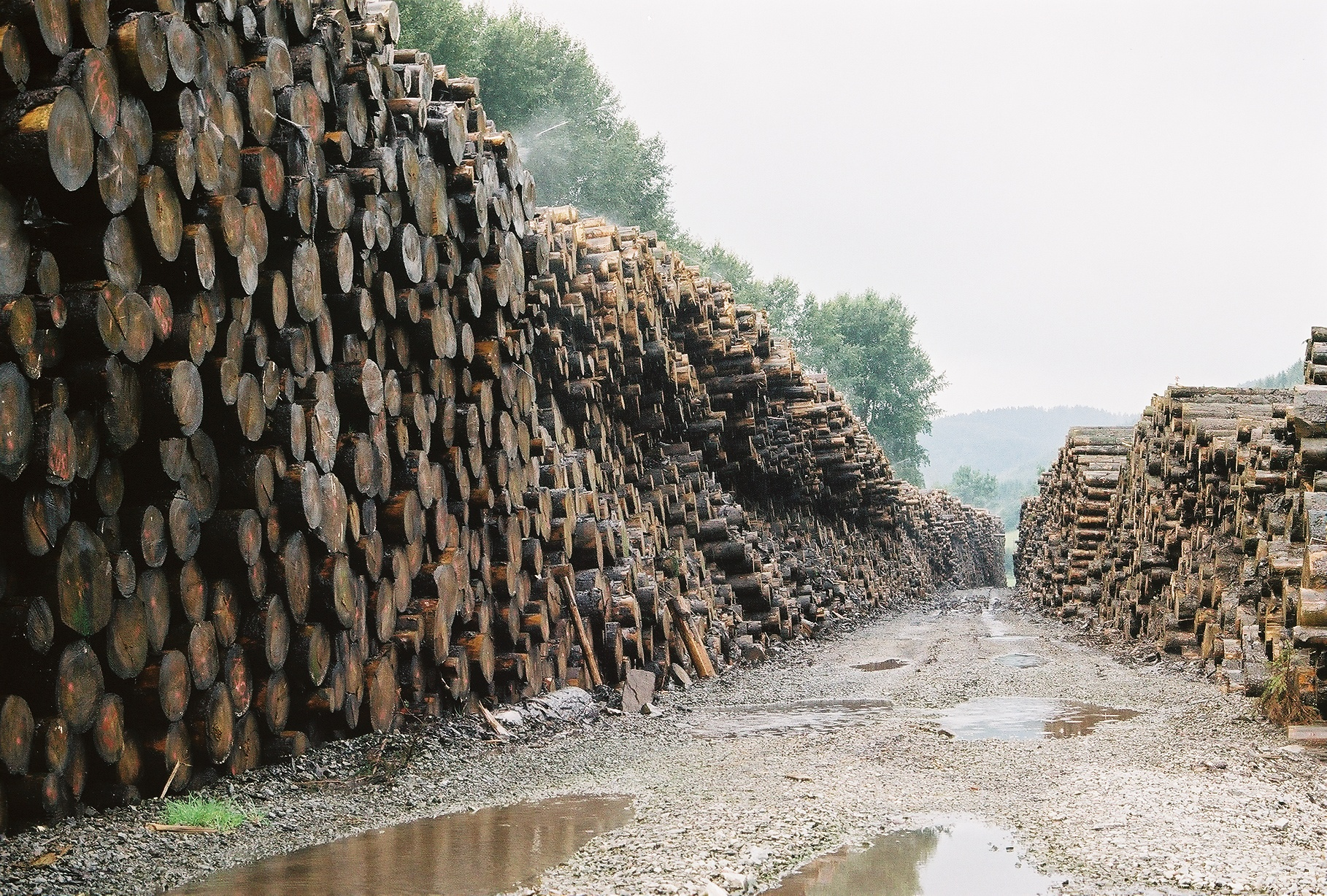
Nasslager in Bad Laasphe

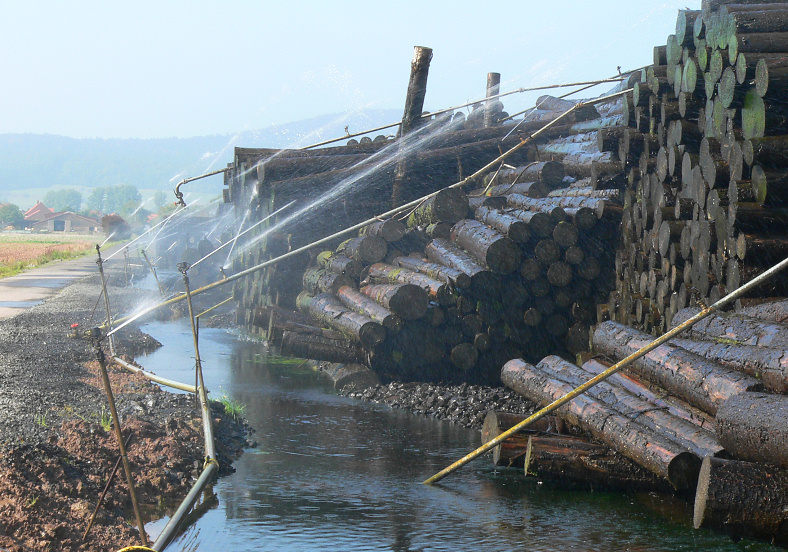
Beregnungsanlage eines Lagers bei Mehlen mit 50.000 Festmeter vom Orkan Kyrill

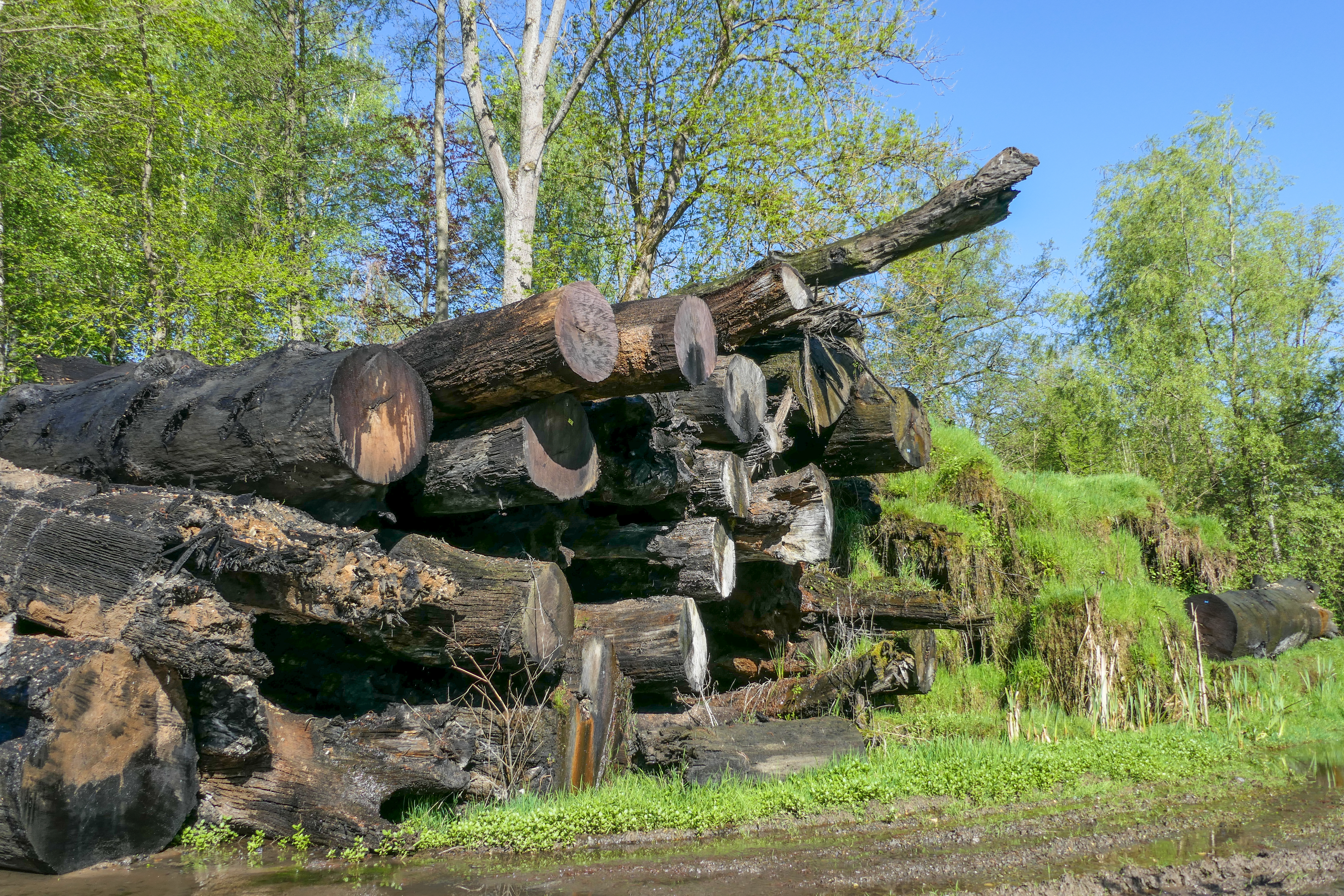
Tausende Jahre alte Mooreichen im Nasslager

Ein Nasslager bezeichnet in der Holzwirtschaft einen Aufbewahrungsort für eingeschlagenes Nutzholz, bei dem die Baumstämme zum Zwecke der Konservierung künstlich beregnet werden.
Früher wurde Holz auch in Schwemmteichen bis zur Verarbeitung schwimmend gelagert, so etwa im Holzschwemmteich Wiederitzsch bei Leipzig.

## Beschreibung
Die Einlagerung des Holzes im Nasslager erfolgt solange, bis es einer weiteren Verarbeitung im Sägewerk zugeführt wird. Die Lagerung ist so ohne Qualitätsverlust mehrere Jahre lang möglich, wobei die optimale Lagerdauer von der Art des Holzes abhängt. Für Nadelholz gilt die Zeitspanne von zwei bis drei Jahren als optimal. In Ausnahmefällen sind aber auch vier bis fünf Jahre möglich. Bei Laubholz (Buche) sollte das Holz nur einige Monate bis maximal ein Jahr gelagert werden. Mit einer Qualitätsminderung ist ab dem dritten Lagerungsjahr zu rechnen.
Durch die Beregnung wird das Porensystem des Holzes gefüllt, wodurch das Eindringen der Außenluft verhindert wird. Schädlingen, wie z. B. dem Borkenkäfer, anderen Insekten und Pilzen wird somit die Lebensgrundlage entzogen und der Befall verhindert. Durch die nasse Lagerung wird zudem das Austrocknen und damit die Entstehung von Trocken- oder Schwindrissen verhindert. Um die eingelagerten Hölzer erfolgreich zu konservieren, müssen sie zum Zeitpunkt der Einlagerung so frisch wie möglich sein. Angetrocknete oder bereits von Bläuepilzen (Nadelholz im Sommer!) befallene Stämme verlieren auch bei nachträglicher Beregnung deutlich an Qualität. Wie lange der Stamm nasslagerfähig ist hängt stark von der Witterung ab.
Es dauert etwa drei Monate, bis sich das Holz mit Wasser vollgesogen hat. Auf die nächtliche Berieselung kann dann verzichtet werden. Die Betriebskosten für den Lagerplatz belaufen sich auf drei bis fünf Euro pro Festmeter und Jahr. Nasslager werden in der Regel mit Wasser aus nahegelegenen Flüssen oder Teichen beregnet. Das Verregnungswasser wird dabei durch ein Grabensystem wieder aufgefangen und in einen Auffangteich zurückgeleitet, von wo es in den Beregnungskreislauf wieder eingeführt wird.
Das Verfahren der Nasslagerung ist vor allem dann sinnvoll, wenn größere Mengen eingeschlagenen Holzes über längere Zeit konserviert werden sollen, etwa nach größeren Stürmen. So kann ein finanzieller Verlust vermieden werden, wenn wegen des großen Angebots an Holz der Marktpreis sinkt.
In einigen Regionen Deutschlands entstanden viele Nassholzlager aufgrund der Sturmschäden durch Quimburga 1972 und Kyrill 2007. Bei der Anlage solcher Lager nahe Flüssen wird darauf geachtet, dass Durchlässe für Amphibien zu den Gewässern bestehen bleiben.

### Winterbetrieb
Bei konstanten Temperaturen unter 0 °C kann im Winter auf eine regelmäßige Beregnung verzichtet werden. Im Idealfall bildet sich ein Eispanzer auf dem Holz.